# El día que murió el silencio
El día que murió el silencio es una película boliviana dirigida por el cineasta ítalo-boliviano Paolo Agazzi. Protagonizada por Darío Grandinetti, filmada el año 1998 en Totora, un municipio ubicado en el Departamento de Cochabamba. 
Es la primera película boliviana grabada con sonido Dolby Digital, su costo de producción fue bastante elevado comparado con los presupuestos de otras películas bolivianas.
La película trata de un empresario, Abelardo (Darío Grandinetti) que llega a un pequeño pueblo llamado Villaserena e instala la primera radioemisora en el pueblo, Radio Nobleza, provocando diferentes reacciones entre los habitantes del Villaserena. El título El día que murió el silencio, se debe a que en la película, la gente del pueblo conoce por primera vez el sonido de una radiodifusión, mientras el protagonista (Abelardo) se dedica a difundir todo tipo de música, entrevistar a las personas, brindar ayuda social, hasta que en un momento dado, algunas personas del pueblo que no están de acuerdo con las ideas del radialista empiezan a hacerle la vida imposible llegando a tratar de expulsarlo del pueblo y destruir la radio, aunque también el protagonista cuenta con el apoyo y la defensa de otras personas del mismo pueblo.

## Nominaciones,Premios
- Catalina de Oro, Mejor Actor, Festival de Cartagena, Colombia, 1999.
- Premio Fipresci, Primera Mención Festival de Troya, Portugal, 1999.
- Premio Stradivarius, Mejor Música Original, Festival Internacional de Cine de Trieste, 1999.
- Premio del Público, Festival Internacional de Cine de Trieste, 1999.
- Premio Maya, Mejor Película de la Década La Paz, Bolivia, 2000.